# Tongue (cançó)
«Tongue» és el trentè senzill de la banda estatunidenca R.E.M., el cinquè i darrer extret de l'àlbum Monster, el 17 de juliol de 1995 per Warner Bros. Records. El senzill només es va publicar als Estats Units, Regne Unit i Irlanda.
Stipe va indicar que la cançó parla únicament del cunnilingus.
El videoclip va ser dirigit per Jonathan Dayton i Valerie Faris durant una prova de so que va realitzar la banda el 20 de juny de 1995 a l Knickerbocker Arena d'Albany. El videoclip es va incloure com a extra en la compilació de vídeos In View: The Best of R.E.M. 1988–2003.
L'1 de març de 1995, el bateria Bill Berry va haver d'abandonar un concert mentre interpretaven aquesta cançó a causa d'un mal de cap, que va ser causat per un aneurisma intracranial. Aquesta va ser molt probablement la raó que va provocar que Berry abandonés la banda a l'octubre de 1997. Com a conseqüència d'aquest problema, Berry va admetre que els dies posteriors al concert sentia calfreds cada vegada que la banda interpretava aquesta cançó.

## Llista de cançons
Totes les cançons foren escrites i compostes per Bill Berry, Michael Stipe, Peter Buck i Mike Mills. 
| 1.            | «Tongue»           | 4:08 |
| 2.            | «Tongue» (directe) | 4:34 |
| Durada total: | Durada total:      | 8:47 |

| 1.            | «Tongue»                                   | 4:08  |
| 2.            | «What's the Frequency, Kenneth?» (directe) | 4:04  |
| 3.            | «Bang and Blame» (directe)                 | 4:52  |
| 4.            | «I Don't Sleep, I Dream» (directe)         | 3:48  |
| Durada total: | Durada total:                              | 16:52 |

| 1.            | «Tongue»                | 4:08 |
| 2.            | «Tongue» (instrumental) | 4:10 |
| Durada total: | Durada total:           | 8:18 |

- La versió en directe de «Tongue» va ser enregistrada a Detroit el 7 de juny de 1995.
- La resta de cançons en directe van ser enregistrades al programa de televisió Saturday Night Live, Nova York, el 12 de novembre de 1994.